# Panulirus regius
Panulirus regius is een tienpotigensoort uit de familie van de Palinuridae. De wetenschappelijke naam van de soort is voor het eerst geldig gepubliceerd in 1864 door De Brito Capello.